# یواس‌اس پکوت (آی‌دی-۲۹۹۸)
یواس‌اس پکوت (آی‌دی-۲۹۹۸) (به انگلیسی: USS Pequot (ID-2998)) یک کشتی بود که طول آن ۴۲۶ فوت ۹ اینچ (۱۳۰٫۰۷ متر) بود. کشتی یو‌اس‌اس پکوت در سال ۱۹۱۰ ساخته شد.